# Blow Me (One Last Kiss)
Singles de Pink
Bridge of Light
(2011) Try
(2012)
Blow Me (One Last Kiss) est une chanson de l'artiste américaine Pink issue de son sixième album studio The Truth About Love. Elle sort en single le 3 juillet 2012 sous le label RCA Records. Il est le premier single de l'album.

## Crédits et personnels
- Chant : P!nk
- Écriture : P!nk, Greg Kurstin
- Production : Greg Kurstin

Crédits adaptés extraits du livret de l'album The Truth About Love, RCA Records.

## Performance dans les hits-parades
| Classement (2012)                       | Meilleure position |
| --------------------------------------- | ------------------ |
| Allemagne (Media Control AG)            | 10                 |
| Australie (ARIA)                        | 1                  |
| Autriche (Ö3 Austria Top 40)            | 14                 |
| Belgique (Flandre Ultratop 50 Singles)  | 36                 |
| Belgique (Wallonie Ultratop 50 Singles) | 14                 |
| Canada (Hot 100)                        | 4                  |
| Danemark (Tracklisten)                  | 24                 |
| Espagne (PROMUSICAE)                    | 18                 |
| France (SNEP)                           | 22                 |
| Hongrie (Rádiós Top 40)                 | 1                  |
| Irlande (IRMA)                          | 11                 |
| Japon (Hot 100)                         | 27                 |
| Liban (Lebanese Top 20)                 | 8                  |
| Nouvelle-Zélande (RMNZ)                 | 8                  |
| Pays-Bas (Nederlandse Top 40)           | 19                 |
| Tchéquie (IFPI Rádio)                   | 4                  |
| Royaume-Uni (UK Singles Chart)          | 3                  |
| Slovaquie (IFPI Rádio)                  | 6                  |
| Suisse (Schweizer Hitparade)            | 15                 |
| États-Unis (Hot 100)                    | 5                  |
| États-Unis (Pop Airplay)                | 1                  |
| États-Unis (Dance Club Songs)           | 1                  |
| États-Unis (Adult Contemporary)         | 12                 |

### Certifications
| Pays                     | Certifications | Ventes    |
| ------------------------ | -------------- | --------- |
| Australie (ARIA)         | 3 × Platine    | 210 000   |
| Canada (CRIA)            | 3 × Platine    | 240 000   |
| Danemark (IFPI)          | Or             | 15 000    |
| États-Unis (RIAA)        | Platine        | 2 164 000 |
| Italie (FIMI)            | Platine        | 30 000    |
| Mexique (Amprofon)       | Or             | 30 000    |
| Nouvelle-Zélande (RIANZ) | Platine        | 15 000    |
| Royaume-Uni (BPI)        | Argent         | 200 000   |
| Suisse (IFPI)            | Or             | 15 000    |